# Sula brewsteri
Sula brewsteri ist ein gänsegroßer Seevogel aus der Familie der Tölpel (Sulidae) in der Ordnung der Ruderfüßer (Suliformes). Er kam ursprünglich nur an den Küsten des östlichen Pazifik von Niederkalifornien bis Kolumbien vor, hat sein Verbreitungsgebiet in den letzten Jahrzehnten aber weit in den zentralen und westlichen Pazifik ausgeweitet. Die Art wurde früher als Unterart Sula leucogaster brewsteri dem Weißbauchtölpel zugeordnet.

## Merkmale
Sula brewsteri ist etwa gänsegroß und hat den typischen Habitus aller Tölpel. Vom Weißbauchtölpel unterscheidet er sich vor allem durch die blassere Farbe und einen weißen Kopf, wobei die Ausdehnung der weißen Region in verschiedenen Populationen der Art unterschiedlich ausfällt. Bei der auf der Clipperton-Insel brütenden Form ist bei den Männchen der gesamte Kopf und Hals weiß und sie hat auch die hellste Grundfärbung. Auf einigen Inseln vor Mittel- und Südamerika ist die weiße Zone am Kopf der Männchen dagegen auf die Stirn beschränkt. Die Unterflügeldecken beider Geschlechter von Sula brewsteri sind weniger stark weiß gefärbt als die von S. l. plotus. Der Schnabel der Männchen ist graublau, der Kehlsack grünlich-blau und der Schnabel der Weibchen ist rosa.

Das Verbreitungsgebiet von Sula brewsteri
Brutgebiet

## Systematik
Sula brewsteri wurde 1888 durch den amerikanischen Ornithologen Nathaniel Stickney Goss als eigenständige Art erstmals beschrieben und zu Ehren des Ornithologen William Brewster benannt. 1944 wurde die Art jedoch durch Alexander Wetmore dem Weißbauchtölpel (Sula leucogaster) als Unterart zugeordnet. In den letzten Jahrzehnten hat Sula brewsteri sein Verbreitungsgebiet weit in den zentralen und westlichen Pazifik vergrößert und brütet jetzt auch auf Wake, Moku Manu, Palmyra und Laysan, während die indopazifische Unterart des Weißbauchtölpels (Sula leucogaster plotus) ihr Verbreitungsgebiet in den östlichen Pazifik ausdehnte und z. B. auf San Benedicto, die östlichste der zu Mexiko gehörenden Revillagigedo-Inseln brütet. Sula brewsteri und der Weißbauchtölpel brüten dabei oft in gemischten Kolonien, verpaaren sich aber nur in sehr seltenen Fällen miteinander, so dass davon auszugehen ist, dass beide Formen reproduktiv weitgehend voneinander isoliert sind. Ein wirksamer Isolationsmechanismus ist dabei die Ablehnung fremd aussehender Männchen durch die Weibchen der Tölpel. Sula brewsteri wurde deswegen wieder in den Rang einer eigenständigen Art erhoben. Sula brewsteri hat sich von der zum Weißbauchtölpel führenden evolutionären Linie vor etwa einer Million Jahren getrennt, wobei der weitgehend insellose östliche Pazifik als geografische Barriere zu Sula leucogaster plotus wirkte und Mittelamerika die geografische Barriere zu Sula leucogaster leucogaster darstellt. Auch die von einigen Autoren gelisteten Unterarten Sula l. etesiaca und Sula l. nesiotes gehören heute zu Sula brewsteri.